# امامزاده جوانمرد حمزه
امامزاده جوانمرد حمزه مربوط به سدهٔ ۸ و ۹ ه.ق است و در شهرستان آمل، بخش لاریجان، روستای کهرود واقع شده و این اثر در تاریخ ۷ مرداد ۱۳۸۲ با شمارهٔ ثبت ۹۳۵۷ به‌عنوان یکی از آثار ملی ایران به ثبت رسیده است.